# Устная речь в письменной форме
Устная речь в письменной форме — графически оформленная речь, организованная на основе буквенных и прочих изображений, которая, несмотря на письменную форму, обладает характеристиками устной речи с точки зрения структуры и лексики. Данная «промежуточная» форма речи возникла вследствие приспособления языка к условиям общения в Интернете (в частности, в чатах, блогосфере, социальных сетях).
Согласно советскому и российскому лингвисту Максиму Кронгаузу, устная речь в письменной форме является уникальным и особым явлением. Традиционная письменная речь представляет собой разновидность монологической речи, которая обращена к широкому кругу читателей, лишена ситуативности и предполагает углублённые навыки звукобуквенного анализа, умение логически и грамматически правильно передавать свои мысли, анализировать написанное и совершенствовать форму выражения. Тогда как в устной-письменной речи чётко прослеживаются свойства устной коммуникации:
- диалогичность;
- использование смайликов, зачёркиваний и прочих инструментов, заменяющих невербальные средства устного общения (жестов, мимики);
- экономия речевых высказываний, эллипсисы (пишущий может не называть, пропускать то, о чём можно легко догадаться).

## Инструменты обогащения письменной речи
В Интернете письменных средств недостаточно для полноценного общения. Устная речь первична исторически, она гораздо быстрее и богаче письменной. Среди её средств громкость, всевозможные интонации, особые выделения фрагментов речи голосом (логическое ударение и тому подобные приёмы), сопровождение мимикой и жестами. Директор Института лингвистики РГГУ Максим Кронгауз выделяет несколько средств обогащения письменной речи, помогающих приблизить её к устной:
- Смайлики, выполняющие функции мимики и интонации;
- Зачёркивание текста, используемое для обозначения мыслей, тогда как «вслух» произносят другое (незачёркнутое);
- Описание поведения — обозначение эмоций текстом в звёздочках (*смущается*, *хмурится*);
- Регистр — прописные и строчные буквы, часто воспринимаемые как аналог громкости;
- Различные шрифты для расставления акцентов;
- Аббревиатуры, используемые в целях экономии пространства и скорости набора текста (IMHO — In my humble opinion / ИМХО — «по моему скромному мнению»; LOL — laughing out loud / ЛОЛ — «очень смешно»; aka — also known as / АКА — «также известный как»; ЕБЖ — «Если буду (будем) жив(ы)»);
- Использование слов, появившихся в результате написания на другой раскладке (кириллице вместо латиницы) (Примеры: «ЗЫ», соответствующее латинскому PS, «Лытдыбр» — дневник);
- Язык «падонков» — нарочное нарушение орфографии слов.

Современный текст не только вербален, он разнообразен, состоит из множества компонентов. Демотиваторы и подобные им вещи постепенно выходят из моды, но им на смену приходит что-то еще. Например, «аткрытки» — картинки с небольшим текстом. Происходит постоянный поиск чего-то нового, в том числе в области совмещения образа и текста.— Интервью с лингвистом Максимом Кронгаузом о книге «Самоучитель олбанского» и превращениях современного русского языка. — Полина Рыжова, 10 апреля 2013 г.

## «Устная традиция» Уолтера Онга
Одна из наиболее полных работ на тему устной и письменной речи — это работа американского литературоведа и историка культуры Уолтера Дж. Онга «Orality and Literacy. The Technologizing of the Word» [«Устное и письменное. Технологизация слова»] (1982), сделавшего обзор длительных изменений в способах коммуникации в связи с культурными трансформациями. Приоритетный объект исследования Онга — это то, что он называет «первичной речевой культурой», или устной культурой, не тронутой письменной формой.
Главная мысль книги состоит в том, что существует чёткое различие между «устным» и «письменным» менталитетом; мир глазами устной традиции не то же самое, что мир образованного человека. Человеческий опыт был исторически устным как с точки зрения времени (только 6000 лет письменности в течение по крайней мере 50 000 лет существования человечества) и количества (из возможных более десятка тысяч языков человеческой расы только 106 разработали систему письменности в достаточной степени, чтобы иметь литературные записи). Онг признаёт, что изобретение письменности в древности открыло дорогу более абстрактным способам мышления, однако устные формы высказывания продолжали оказывать сильное воздействие на организацию и передачу знания вплоть до наших дней.
Более значительные изменения, связанные с влиянием письменности, произошли с появлением печатной культуры, усилившей способности к абстрактному мышлению и переместив коммуникации из сферы жизненного мира. Она преобразовала фонетические созвучия в типографские символы и заставила людей переключиться от уха к глазу, как к первоначальному средству восприятия. Ещё одним стихийным преобразованием способа коммуникаций стала электронная революция нашего времени, которое Онг называет «временем вторичной устной культуры».